# 米漢 (密西西比州)
米漢，又名米漢章克申（Meehan Junction），是位於美國密西西比州勞德代爾縣的非建制地區。

## 歷史
米漢的郵局於1889年設立，其後於1958年停運。

## 地理
米漢所處的海拔為高於海平面103米（即338英呎），而該地所採用的時區為UTC-6，即北美中部時區（CST）。同時該地設有夏令時間，為UTC-6調快一小時，即UTC-5（CDT）。